# Umeå novellpris
Umeå novellpris eller Umeå kommuns novellpris var åren 2007–2014 ett årligt återkommande litteraturpris riktat mot noveller skrivna på svenska. Det var under verksamhetsperioden Sveriges största novellpris. Priset utdelades efter att författare anonymt fått skicka in opublicerade noveller skrivna på svenska, ur vilka sex bidrag valdes ut av en jury. De vinnande bidragen gavs varje år ut i en antologi.

## Historia

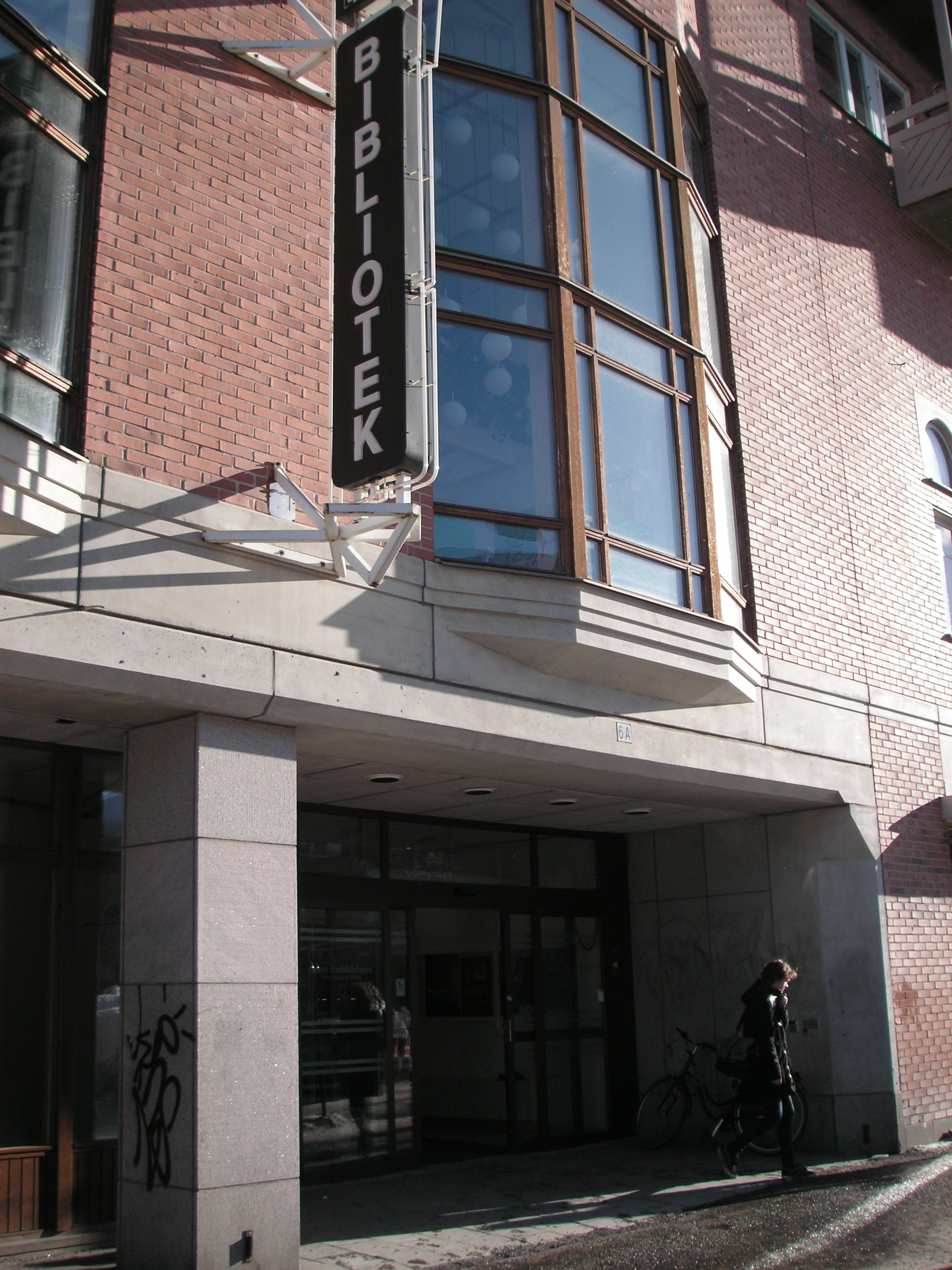
Umeå stadsbibliotek, huvudman för priset 2011-2014.

Priset instiftades 2007 av Umeå kommun. Från början var tävlingen tänkt att pågå i tre år. År 2011 stod det klart att priset skulle utdelas i ytterligare tre år (2012–2014).
Från 2010 delades priset ut i samband med Littfest – Umeås internationella litteraturfestival. Från 2011 ansvarade Umeå stadsbibliotek för organisationen av tävlingen.

### Bidragsfördelning
År 2009 inkom 1 044 novellbidrag till tävlingen, vilket var 500 fler än året innan. År 2010 hade antalet insända tävlingsbidrag ökat till 1 227, för att sedan närmare halveras 2011 då bidragen landade på 680 och var därmed nere på ungefär samma nivå som första året.
År 2012 skickades 875 bidrag in, 2013 utsågs sex vinnare bland 655 inskickade bidrag, och 2014 var antalet inskickade bidrag uppe i 755.

## Syfte
Umeå novellpris var en del av Umeås kulturhuvudstadssatsning. Syftet var även att uppmärksamma Västerbotten som berättarnas län och att lyfta novellen som litterär form.

## Tävlingsregler
- novellen fick inte tidigare ha varit publicerad
- den skulle vara skriven på svenska
- max 30 000 tecken inklusive blanksteg
- innehållet var valfritt (förutom 2008, då skulle alla bidrag passa under temat "Den nordliga dimensionen"[14])
- författarens namn fick inte anges på novellen utan bifogades i ett slutet kuvert
- endast ett bidrag per person
- novellen skulle skickas in i pappersformat[15]

## Jury

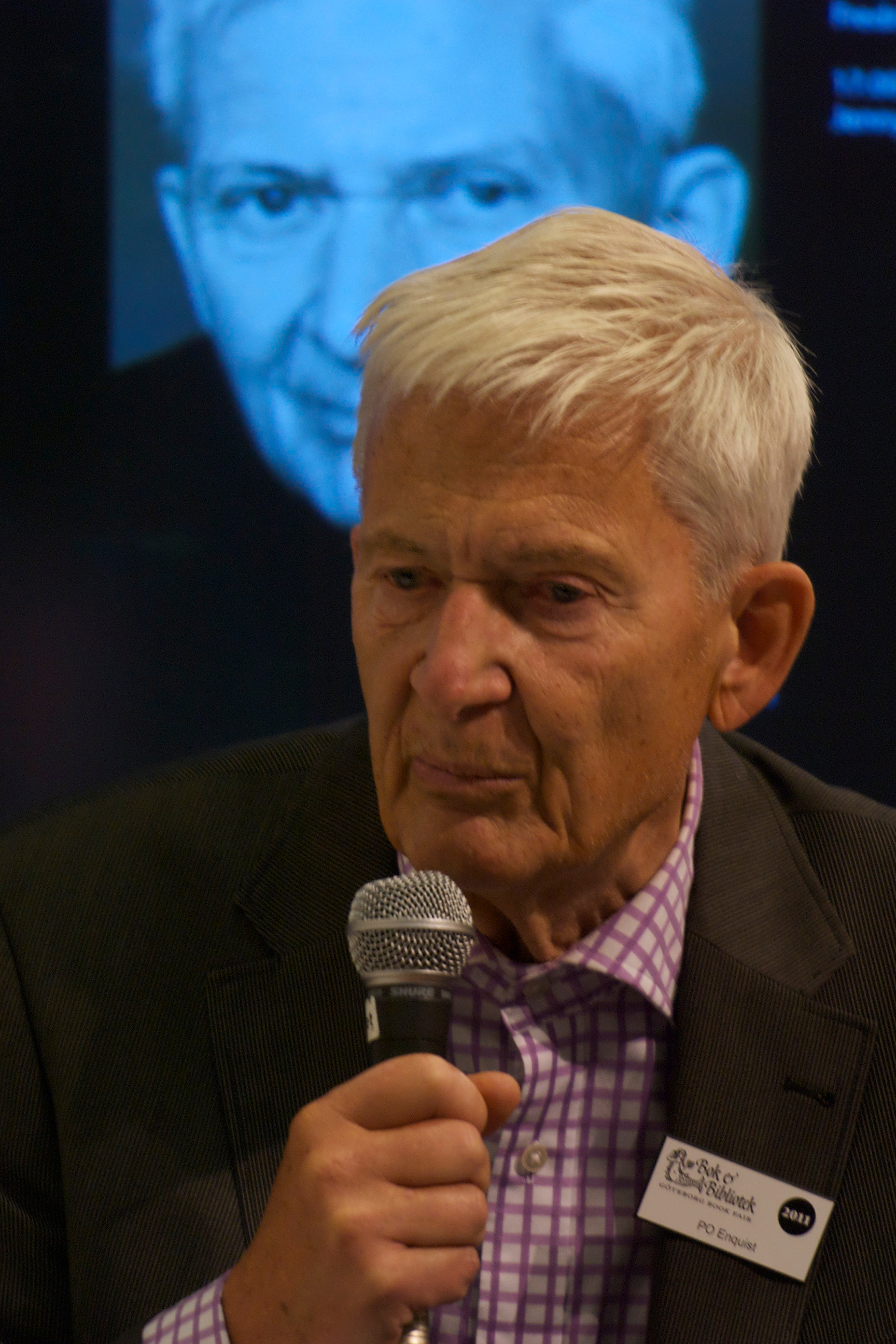
Per Olov Enquist, ledamot av juryn 2009-2014.

Första gången priset delades ut bestod juryn av författarna Torgny Lindgren (ordförande), Gunnar Balgård och Peter Kihlgård, förläggaren Svante Weyler, radioproducenten Kerstin Wixe samt litteratur- och teaterkritikern Elin Claeson Hirschfeldt.
Inför prisutdelningen 2009 avgick Torgny Lindgren, och författaren Per Olov Enquist tillträdde.
2012 ändrades juryns sammansättning igen. Den här gången var det Pamela Jaskoviak som tillkom och juryn bestod det året av sex medlemmar.
År 2013 och 2014 bestod juryn av författarna Per Olov Enquist, Pamela Jaskoviak, Gunnar Balgård, Peter Kihlgård, samt Kerstin Wixe.

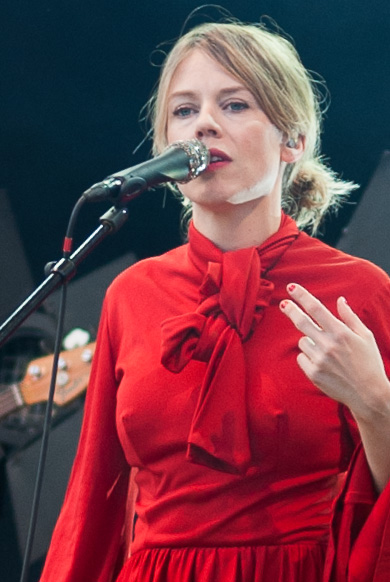
Annika Norlin, delad andraprisvinnare 2010.

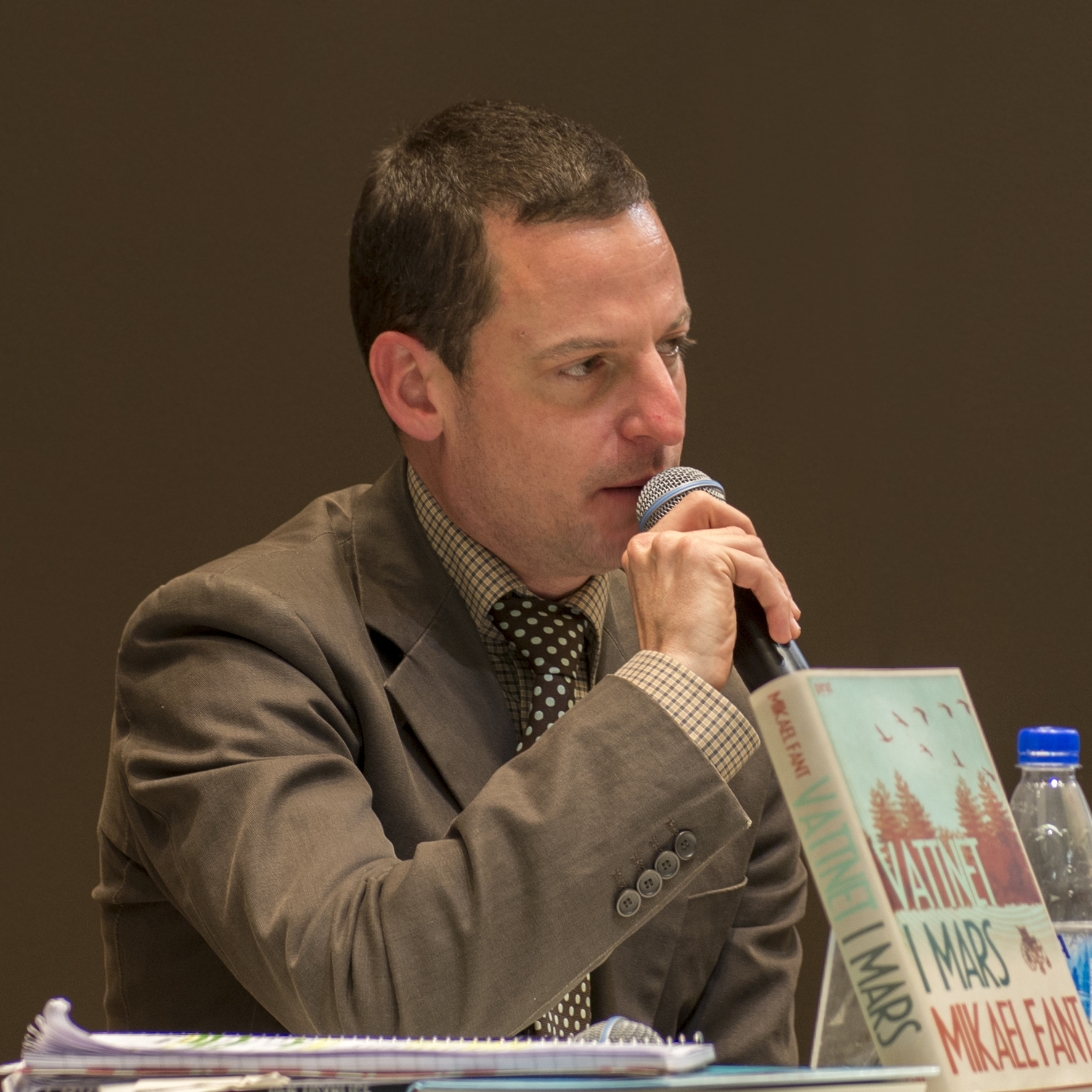
Mikael Fant, delad andraprisvinnare 2010.

## Pristagare
| År   | Titel                                        | Författare                 | Född/från   | Födelseland | Prissumma (SEK) |
| ---- | -------------------------------------------- | -------------------------- | ----------- | ----------- | --------------- |
| 2008 | Hannes & Hanna                               | Sanna Lindmark Starkenberg | Skellefteå  | Sverige     | 20 000          |
| 2008 | Präst i Kemi                                 | Nina Hampusson             | Gräsmyr     | Sverige     | 20 000          |
| 2008 | Rekviem                                      | Henry Barsk                | Övertorneå  | Sverige     | 20 000          |
| 2008 | Tabita                                       | Else-Britt Kjellqvist      | Södermalm   | Sverige     | 20 000          |
| 2008 | VM i Calgary                                 | Mia Öström                 | Umeå        | Sverige     | 20 000          |
| 2009 | Låglandet                                    | Conny Palmkvist            | Helsingborg | Sverige     | 60 000          |
| 2009 | Flickan från Elinsel                         | Aina Lilja                 | Seoul       | Sydkorea    | 10 000          |
| 2009 | Högvatten                                    | Mats Wahl                  | Stockholm   | Sverige     | 10 000          |
| 2009 | Det första man ska göra är att hitta en röst | Lisa Zetterdahl            | Norrköping  | Sverige     | 10 000          |
| 2009 | Kolja!                                       | Niklas Åkesson             | Malmö       | Sverige     | 10 000          |
| 2010 | Hjortronskor                                 | Hanna Hindriks             | Västanbäck  | Sverige     | 60 000          |
| 2010 | Känn er som hemma                            | Jonas Bergergård           | Karlstad    | Sverige     | 10 000          |
| 2010 | Brorsan gillar lila                          | Mikael Fant                | Uppsala     | Sverige     | 10 000          |
| 2010 | Balthoran                                    | Annika Norlin              | Östersund   | Sverige     | 10 000          |
| 2010 | Samsøit                                      | Julius Viktorsson          | Sösdala     | Sverige     | 10 000          |
| 2011 | Den elfte versionen                          | Hanna Lutz                 | Ekenäs      | Finland     | 50 000          |
| 2011 | Rakt upp och ner                             | Clara Söderlund            | Nacka       | Sverige     | 10 000          |
| 2011 | Norden                                       | Lova Fredriksson           | Piteå       | Sverige     | 10 000          |
| 2011 | Utan skugga                                  | Erik Helmerson             | Stockholm   | Sverige     | 10 000          |
| 2011 | Grisen                                       | Mette Mjöberg Tegnander    | Lund        | Sverige     | 10 000          |
| 2011 | Haren                                        | Tiina Laitila Kälvemark    | Stockholm   | Finland     | 10 000          |
| 2012 | För vår del                                  | Stina Stoor                | Bjurholm    | Sverige     | 50 000          |
| 2012 | Oväder                                       | Bengt Axmacher             | Norrahammar | Sverige     | 10 000          |
| 2012 | Sevran                                       | Elin Bengtsson             | Uddevalla   | Sverige     | 10 000          |
| 2012 | Allt har ett pris                            | Marianne Gustafsson        | Jönköping   | Sverige     | 10 000          |
| 2012 | Små hästar med horn                          | Agneta von Koskull         | Helsingfors | Finland     | 10 000          |
| 2012 | Isolerad                                     | Per Ole Persson            |             | Sverige     | 10 000          |
| 2013 | I den kalla rymden finns en gul sol          | Elisabeth Mannerfeldt      |             | Sverige     | 50 000          |
| 2013 | Kaninmänniskan                               | Lina Josefina Lindqvist    | Umeå        | Sverige     | 10 000          |
| 2013 | Den här resan                                | Lennart Lundstedt          | Vittsjö     | Sverige     | 10 000          |
| 2013 | Det svåraste                                 | Hedvig Marklund            | Skellefteå  | Sverige     | 10 000          |
| 2013 | Höstslakt                                    | Lena Olofsson              |             |             | 10 000          |
| 2013 | I utkant. Av ögats exakthet                  | Jan Wolf-Watz              | Vännäs      | Sverige     | 10 000          |
| 2014 | De döda hänger från taket                    | Kristian Hallberg          | Malmö       | Sverige     | 50 000          |
| 2014 | Nattdjur                                     | Mattias Edvardsson         |             |             | 10 000          |
| 2014 | Ana kata riforam                             | Tove Krabo                 | Göteborg    | Sverige     | 10 000          |
| 2014 | Och jorden var öde och tom                   | Anna Lundholm              | Tyringen    | Sverige     | 10 000          |
| 2014 | Irma och Inez                                | Maria Maunsbach            | Malmö       | Sverige     | 10 000          |
| 2014 | Ensamvargar                                  | Oscar von Seth             | Stockholm   | Sverige     | 10 000          |

### Fotnoter
1. 1 2 3 4 5  ”Umeå novellpris”. minabibliotek.se. Arkiverad från originalet den 22 mars 2014. https://web.archive.org/web/20140322111140/http://www.minabibliotek.se/umeanovellpris. Läst 8 april 2014.
2. ↑  ”Sveriges största novelltävling avgjord”. Tidningen Kulturen. Arkiverad från originalet den 29 april 2014. https://web.archive.org/web/20140429190938/http://tidningenkulturen.se/artiklar/reportage-mainmenu-37/politik-och-samhe-mainmenu-135/6300-sveriges-stoersta-novelltaevling-avgjord. Läst 22 april 2014.
3. ↑  ”Sveriges största novelltävling”. Biblioteksbladet. Arkiverad från originalet den 29 april 2014. https://web.archive.org/web/20140429185406/http://biblioteksbladet.se/2013/10/15/sveriges-storsta-novelltavling/. Läst 22 april 2014.
4. 1 2  ”Umeå novellpris”. umea2014.se. Arkiverad från originalet den 29 april 2014. https://web.archive.org/web/20140429190543/http://umea2014.se/sv/projekt/ume-novellpris/. Läst 22 april 2014.
5. 1 2  ”Umeå instiftar novellpris”. Dagens Nyheter. http://www.dn.se/kultur-noje/umea-instiftar-novellpris/. Läst 22 april 2014.
6. ↑  ”Umeå novellpris lever vidare i tre år till”. Sveriges Radio. http://sverigesradio.se/sida/artikel.aspx?programid=109&artikel=4403333. Läst 22 april 2014.
7. ↑  ”Novellpriset”. Föreningen Littfest. Arkiverad från originalet den 5 mars 2016. https://web.archive.org/web/20160305084939/http://littfest.se/index.php?id=45:novellpriset&itemid=50&option=com_content&view=article. Läst 21 mars 2011.
8. 1 2  ”1 044 inlämnade bidrag till tävlingen Umeå Novellpris”. umea.se. Arkiverad från originalet den 29 april 2014. https://web.archive.org/web/20140429192815/http://www.umea.se/arkiv/toppnyhetsarkiv/toppartiklar/1044inlamnadebidragtilltavlingenumeanovellpris.5.2aeb902411d30c9e46080009035.html. Läst 22 april 2014.
9. ↑  ”Umeå novellpristävling avgjord, förstapriset gick till Umeå!”. umea2014.se. Arkiverad från originalet den 29 april 2014. https://web.archive.org/web/20140429185116/http://umea2014.se/2010/04/umea-novellpristavling-avgjord-forstapriset-gick-till-umea/. Läst 22 april 2014.
10. ↑  ”Finlandssvensk seger i Umeå novellpristävling”. umea2014.se. Arkiverad från originalet den 29 april 2014. https://web.archive.org/web/20140429190546/http://umea2014.se/2011/03/finlandssvensk-seger-i-umea-novellpristavling/. Läst 22 april 2014.
11. ↑  ”Umeå novellpris 2013 - vinnarna”. minabibliotek.se. Arkiverad från originalet den 16 april 2014. https://web.archive.org/web/20140416175744/http://www.minabibliotek.se/139556/umea-novellpris-2013-vinnarna. Läst 15 april 2014.
12. ↑  ”Umeå novellpris 2014 - pristagarna”. minabibliotek.se. Arkiverad från originalet den 16 april 2014. https://web.archive.org/web/20140416174336/http://www.minabibliotek.se/144136/umea-novellpris-2014-pristagarna. Läst 15 april 2014.
13. ↑  ”Finlandssvensk vinst i Umeå novellpris”. Sveriges Radio. http://sverigesradio.se/sida/artikel.aspx?programid=478&artikel=4409024. Läst 22 april 2014.
14. 1 2  ”Vinnarna av Umeå novellpris 2008”. minabibliotek.se. Arkiverad från originalet den 29 april 2014. https://web.archive.org/web/20140429205841/http://www.minabibliotek.se/105617/vinnarna-av-umea-novellpris-2008. Läst 22 april 2014.
15. ↑  ”skrivarupprop-tavlingar-mm”. Värmländska FörfattarSällskapet. http://vfs.blogg.se/category/4-skrivarupprop-tavlingar-mm.html. Läst 29 april 2014.
16. ↑  ”Stina Stoor från Bjurholm vann Umeå novellpris 2012”. umea2014.se. Arkiverad från originalet den 6 april 2016. https://web.archive.org/web/20160406232053/http://umea2014.se/2012/03/stina-stoor-fran-bjurholm-vann-umea-novellpris-2012/. Läst 22 april 2014.